# Tridiscus multiorbis
Tridiscus multiorbis är en insektsart som beskrevs av Ferris 1953. Tridiscus multiorbis ingår i släktet Tridiscus och familjen ullsköldlöss. Inga underarter finns listade i Catalogue of Life.